# Elezioni parlamentari in Kazakistan del 2004
Le elezioni parlamentari in Kazakistan del 2004 si sono tenute il 19 settembre (primo turno) e il 3 ottobre (secondo turno).

## Risultati
| Liste                                     | Collegio nazionale | Collegio nazionale | Collegio nazionale | Seggi           | Seggi            | Seggi  |
| Liste                                     | Voti               | %                  | Seggi              | Collegi I turno | Collegi II turno | Totale |
| ----------------------------------------- | ------------------ | ------------------ | ------------------ | --------------- | ---------------- | ------ |
| Otan                                      | 2.883.706          | 60,61              | 7                  | 26              | 9                | 42     |
| Partito Democratico «Ak Žol»              | 572.672            | 12,04              | 1                  | -               | -                | 1      |
| Asar                                      | 541.239            | 11,38              | 1                  | 2               | 1                | 4      |
| Unione Agraria e Civica (QAP - QAP)       | 336.177            | 7,07               | 1                  | 9               | 1                | 11     |
| Unione di Opposizione (QKP - QDT)         | 163.824            | 3,44               | -                  | -               | -                | -      |
| Partito Popolare Comunista del Kazakistan | 94.140             | 1,98               | -                  | -               | -                | -      |
| Partito Socialdemocratico Kazako «Auyl»   | 82.523             | 1,73               | -                  | -               | -                | -      |
| Partito Democratico Adilet                | 36.379             | 0,76               | -                  | -               | 1                | 1      |
| Partito dei Patrioti del Kazakistan       | 26.287             | 0,55               | -                  | -               | -                | -      |
| Partito Ruchanijat                        | 20.826             | 0,44               | -                  | -               | -                | -      |
| Indipendenti                              | N.D.               | N.D.               | N.D.               | 8               | 10               | 18     |
| Totale                                    | 4.757.773          |                    | 10                 | 45              | 22               | 77     |